# Leichtathletik-Weltmeisterschaften 1999/Teilnehmer (Namibia)
| Gelbes Symbol für Goldmedaillen mit stilisierten Olympischen Ringen | Graues Symbol für Silbermedaillen mit stilisierten Olympischen Ringen | Braundes Symbol für Bronzemedaillen mit stilisierten Olympischen Ringen |
| ------------------------------------------------------------------- | --------------------------------------------------------------------- | ----------------------------------------------------------------------- |
| —                                                                   | —                                                                     | —                                                                       |

Der Leichtathletikverband von Namibia hat an den Leichtathletik-Weltmeisterschaften 1999 in Sevilla mit fünf Athleten teilgenommen.

## Teilnehmer

### Frauen

#### Laufdisziplinen
| Athletin           | Disziplin | Vorlauf | Vorlauf | Halbfinale | Halbfinale | Finale    | Finale |
| Athletin           | Disziplin | Zeit    | Platz   | Zeit       | Platz      | Zeit      | Platz  |
| ------------------ | --------- | ------- | ------- | ---------- | ---------- | --------- | ------ |
| Elizabeth Mongudhi | Marathon  | –       | –       | –          | –          | 2:40:07 h | 27     |

### Männer

#### Laufdisziplinen
| Athletin                                                           | Disziplin | Vorlauf | Vorlauf | Viertelfinale | Viertelfinale | Halbfinale | Halbfinale | Finale | Finale |
| Athletin                                                           | Disziplin | Zeit    | Platz   | Zeit          | Platz         | Zeit       | Platz      | Zeit   | Platz  |
| ------------------------------------------------------------------ | --------- | ------- | ------- | ------------- | ------------- | ---------- | ---------- | ------ | ------ |
| Frank Fredericks                                                   | 100 m     | 10,22 s | 1       | 10,09 s       | 1             | DNS        | DNS        | DNQ    | DNQ    |
| Frank Fredericks                                                   | 200 m     | 20,60 s | 1       | 20,11 s       | 1             | 20,10 s    | 4          | DNS    | DNS    |
| Christie van Wyk                                                   | 200 m     | 21,27 s | 7       | DNQ           | DNQ           | DNQ        | DNQ        | DNQ    | DNQ    |
| Benedictus Botha Elton Garus-Oab Frank Fredericks Christie van Wyk | 4 × 100 m | DNS     | DNS     | DNS           | DNS           | DNS        | DNS        | DNS    | DNS    |